# Hieronymus van Beverningh

Hieronymus van Beverningh

Hieronymus van Beverningh (* 25. April 1614 in Gouda; † 30. Oktober 1690 in Warmond) war ein erfolgreicher Staatsmann und Diplomat aus dem Goldenen Zeitalter der Niederlande.

## Frühe Jahre
Hieronymus van Beverningh war ein Sohn von Melchior Beverningh, einem Kapitän in der niederländischen Armee, und der Enkelsohn von Johan Beverningh, einem preußischen Offizier, der es in den Niederlanden zum Generalleutnant der Artillerie brachte. Er studierte an der Universität Leiden und unternahm nach dem Studium eine Kavaliersreise durch Frankreich.
Seine politische Karriere startete Beverningh im Jahr 1645 als Mitglied der vroedschap der Stadt Gouda. Da sich dabei sein diplomatisches Geschick zeigte, machte er schnell Karriere. In den nächsten Jahren wurde er Deputierter der Staaten von Holland. Im Jahre 1651 repräsentierte Van Beverningh in der Groote Vergadering (die „Große Verhandlung“) die Provinz Holland.
Nach dem Tod des Ratspensionärs Adriaan Pauw im Jahre 1653 war Van Beverningh als dessen Nachfolger angedacht, aber mit der politischen Durchsetzungskraft Amsterdams und dessen Regenten Cornelis de Graeff im Rücken wurde Johan de Witt zum neuen Ratspensionär bestellt. Van Beverningh wurde im selben Jahr Delegierter der Generalstaaten der Republik der Vereinigten Niederlande. Die beiden aufstrebenden Politiker begannen eine gute Zusammenarbeit zueinander aufzubauen.

## Als erster Diplomat der Republik der Vereinigten Niederlande
Ein gemeinsames Werk De Witts und Van Beverninghs war die Ausarbeitung des Friedens von Westminster, welcher den Ersten Englisch-Niederländischen Krieg beendete.
Da in den Niederlanden wie im England unter Oliver Cromwell monarchistische Gegenströmungen bestanden, arbeiteten Cromwell und Van Beverningh den sogenannten Seklusionakt aus, welcher den Ausschluss der Oranier aus sämtlichen Staatsämtern vorsah.
Im Jahr 1657 wurde er auch zum Finanzminister der Republik bestellt.
Hieronymus van Beverningh war gemeinsam mit Coenraad van Beuningen der Republik meist erfolgreicher Diplomat und vertrat diese bei verschiedensten Verhandlungen mit dem Ausland. Im Jahr 1665 unternahm er eine Reise nach Berlin zu Kurfürst Friedrich Wilhelm von Brandenburg, um für die Republik dessen Unterstützung im Zweiten Englisch-Niederländischen Krieg zu sichern.
Für die Niederlande organisierte er gemeinsam mit De Witt den Frieden von Breda, welcher den Krieg mit England beendete. Die von niederländischer Seite im Jahr 1668 gemeinsam von Van Beverningh und Johan de Witt ausgearbeitete Tripelallianz mit England und Schweden sollte den Raubkriegen Ludwigs XIV. von Frankreich Einhalt gebieten.
Nach dem Fall des De Witt-Regimes wechselte Van Beverningh die Seiten und stand auch unter Wilhelm III. von Oranien an erster Stelle der holländischen Staatsmänner. Nach den Ereignissen im rampjaar wurde Van Beverningh Bürgermeister seiner Heimatstadt Gouda. Er begrüßte den neuen holländischen Erbstatthalter Willem III. und erfüllte weiterhin diplomatische Missionen, so schloss er unter anderem im Jahr 1674 für die Republik den Frieden von Westminster zur Beendigung des Dritten Englisch-Niederländischen Krieges.
Auch in den weiteren Jahren hielt er die niederländische Diplomatie fest in seinen Händen; es erfolgte 1678 der Frieden von Nimwegen, welcher den Krieg mit Frankreich beenden sollte, und ein Jahr darauf schloss er mit Schweden einen Allianzvertrag.